# John Barnes (Schriftsteller)
John Allen Barnes (* 28. Februar 1957 in Angola, Indiana) ist ein US-amerikanischer Science-Fiction-Autor.

## Leben
John Barnes wuchs in Detroit und Bowling Green (Ohio) auf. An der Washington University in St. Louis erhielt er einen Bachelor in Wirtschaftswissenschaft und einen Master in Politikwissenschaft. Danach arbeitete er als Systems Analyst in New Orleans. An der University of Montana – Missoula studierte er im Anschluss mit Abschlüssen als Master in Theaterwissenschaft (Regie) und Master of Fine Arts in Creative Writing (Fiktion). An der University of Pittsburgh promovierte er in Theaterwissenschaft. John Barnes unterrichtete Kommunikation und Theaterwissenschaft an der Western Colorado University (ehemals Western State College of Colorado) in Gunnison.
John Barnes war in zweiter Ehe mit der Schriftstellerin Kara Dalkey verheiratet.

## Bibliografie
Seine Romane wurden unter anderem ins Deutsche, Französische und Italienische übersetzt.
The Century Next Door
- Orbital Resonance. Tor, New York 1991, ISBN 0-312-85206-1.

Nominiert für den Nebula Award, nominiert für den James Tiptree, Jr. Award, vornominiert für den Hugo Award. 3. Platz für Jürgen Domanski für das Titelbild der deutschen Ausgabe beim Kurd-Laßwitz-Preis 1997.
Deutsch: Orbitale Resonanz. Übersetzt von Martin Gilbert. Heyne Science Fiction & Fantasy #5423, 1996, ISBN 3-453-10907-4.
- Kaleidoscope Century. Tor, New York 1995, ISBN 0-312-85561-3.

Vornominiert für den Arthur C. Clarke Award, 12. Platz beim Locus Award in der Kategorie Bester Science-Fiction-Roman. 13. Platz für Jürgen Domanski für das Titelbild der deutschen Ausgabe beim Kurd-Laßwitz-Preis 1997
Deutsch: Das kaleidoskopische Jahrhundert. Übersetzt von Martin Gilbert. Heyne Science Fiction & Fantasy #5424, 1996, ISBN 3-453-10908-2.
- Candle. Tor, New York 2000, ISBN 0-312-89077-X.

Vornominiert für den Prometheus Award in der Kategorie Bester libertarischer Roman, 19. Platz beim Locus Award in der Kategorie Bester Science-Fiction-Roman, 14. Platz für Jürgen Domanski für das Titelbild der deutschen Ausgabe beim Kurd-Laßwitz-Preis 1997.
- The Sky so Big and Black. Tor, New York 2002, ISBN 0-7653-0303-5.

20. Platz beim Locus Award in der Kategorie Bester Science-Fiction-Roman, 11. Platz beim Kurd-Laßwitz-Preis 2006 in der Kategorie Bestes ausländisches Werk.
Deutsch: Der Himmel so weit und schwarz. Übersetzt von Gerald Jung. Festa SF #1804, 2005, ISBN 3-86552-007-3.
- The Century Next Door (Sammelausgabe von 1–3; 2000)

Kurd-Laßwitz-Preis 2006 für Gerald Jung für die beste Übersetzung.
Thousand Cultures
- A Million Open Doors. Tor, New York 1992, ISBN 0-8125-1633-8.

Nominiert für den Nebula Award, vornominiert für den Hugo Award, nominiert für den Arthur C. Clarke Award, 21. Platz beim Locus Award in der Kategorie Bester Science-Fiction-Roman, 12. Platz beim Kurd-Laßwitz-Preis 1997 in der Kategorie Bester ausländischer Roman.
Deutsch: Eine Million offener Tore. Übersetzt von Hilde Linnert. Heyne Science Fiction & Fantasy #5421, 1996, ISBN 3-453-09467-0.
- Earth Made of Glass. Tor, New York 1998, ISBN 0-312-85851-5.

Nominiert für den Arthur C. Clarke Award, vornominiert für den British Science Fiction Association Award, 22. Platz beim Locus Award in der Kategorie Bester Science-Fiction-Roman.
- The Merchants of Souls. Tor, New York 2001, ISBN 0-312-89076-1.

16. Platz beim Locus Award in der Kategorie Bester Science-Fiction-Roman.
- The Armies of Memory. Tor, New York 2006, ISBN 0-7653-0330-2.

15. Platz beim Locus Award in der Kategorie Bester Science-Fiction-Roman.
- The Little White Nerves Went Last (in: Analog Science Fiction and Fact, March 2006)

Timeraider
- Wartide. Worldwide Library, New York 1992, ISBN 0-373-63604-0.
- Battlecry. Worldwide Library Gold Eagle, New York 1992, ISBN 0-373-63605-9.
- Union Fires. Worldwide Library, New York 1992, ISBN 0-373-63606-7.

Timeline Wars
- Patton’s Spaceship. HarperPrism, New York 1997, ISBN 0-06-105659-6.
- Washington’s Dirigible. HarperPrism, New York 1997, ISBN 0-06-105660-X.
- Caesar’s Bicycle. HarperPrism, New York 1997, ISBN 0-06-105661-8.
- The Timeline Wars (Sammelausgabe von 3 Romanen; 1997)

Jak Jinnaka
- The Duke of Uranium. Warner Books, New York 2002, ISBN 0-446-61081-X.
- A Princess of the Aerie. Warner Books, New York 2003, ISBN 0-446-61082-8.
- In the Hall of the Martian Kings. Warner Books, New York 2003, ISBN 0-446-61083-6.

Daybreak
- Directive 51. Ace, New York 2010, ISBN 978-0-441-01822-2.
- Daybreak Zero. Ace, New York 2011, ISBN 978-0-441-01975-5.
- The Last President. Ace, New York 2013, ISBN 978-1-937007-15-7.

Einzelromane
- The Man Who Pulled Down the Sky. Congdon & Weed, New York 1987, ISBN 0-86553-185-4.

Deutsch: Himmelsstürmer. Übersetzt von Michael Kubiak. Bastei Lübbe (Bastei-Lübbe-Taschenbuch #24304), Bergisch Gladbach 2002, ISBN 3-404-24304-8.
- Sin of Origin. Congdon & Weed, New York 1988, ISBN 0-86553-195-1.

Deutsch: Kreuzzüge. Bastei Lübbe Science Fiction #24295, 2002, ISBN 3-404-24295-5.
- Mother of Storms. Tor, New York 1994, ISBN 0-8125-3345-3.

Nominiert für den HOMer Award, den Hugo Award, den Nebula Award, den Arthur C. Clarke Award und den SF Chronicle Award. 4. Platz beim Locus Award in der Kategorie Bester Science-Fiction-Roman, 13. Platz für Jürgen Domanski für das Titelbild der deutschen Ausgabe beim Kurd-Laßwitz-Preis 1997.
Deutsch: Die Mutter aller Stürme. Übersetzt von Martin Gilbert. Heyne Science Fiction & Fantasy #5422, 1996, ISBN 3-453-10906-6.
- One for the Morning Glory. Tor, New York 1996, ISBN 0-312-86106-0.

Nominiert für den Mythopoeic Award, vornominiert für den Nebula und den Hugo Award, 11. Platz beim Locus Award in der Kategorie Bester Fantasy-Roman.
Deutsch: Der Wein der Götter. Übersetzt von Andreas Decker. Heyne SF&F #9085, München 2000, ISBN 3-453-17217-5.
- Encounter with Tiber (gemeinsam mit Buzz Aldrin). Warner Aspect, New York 1996, ISBN 0-446-51854-9.

Vornominiert für den Hugo Award.
Deutsch: Begegnung mit Tiber. Übersetzt von Irene Holicki. Heyne Allgemeine Reihe #13850, 1998, ISBN 3-453-13850-3.
- Finity. Tor, New York 1999, ISBN 0-312-86118-4.

19. Platz beim Locus Award in der Kategorie Bester Science-Fiction-Roman.
- The Return. (gemeinsam mit Buzz Aldrin). Tor, New York 2000, ISBN 0-312-87424-3.

Deutsch: Die Rückkehr. Übersetzt von Jürgen Langowski. Heyne Science Fiction & Fantasy #8309, 2002, ISBN 3-453-21363-7.
- Gaudeamus. Tor, New York 2004, ISBN 0-7653-0329-9.
- Every Hole Is Outlined (Kurzroman in: Jim Baen’s Universe, October 2006)
- Poga (Kurzroman in: Jim Baen’s Universe, June 2006)
- An Ocean Is a Snowflake, Four Billion Miles Away (Kurzroman in: Jim Baen’s Universe, August 2007)
- Payback City. Selbstverlag, E-Book, 2007, ISBN 1-85798-513-3.
- Tales of the Madman Underground (Jugendbuch). Viking, New York 2009, ISBN 978-0-670-06081-8.

Auszeichnung als Printz Honor Book.
- Losers in Space. Viking, 2012, ISBN 978-0-670-06156-3.
- Raise the Gipper! Metrocles House, 2012.

Kurzgeschichtensammlungen
- Apostrophes and Apocalypses. Tor, New York 1998, ISBN 0-312-86147-8 (auch: Apocalypses and Apostrophes, 1999).

Kurzgeschichten
1985:
- Finalities Besides the Grave (in: Amazing Stories, September 1985)

1986:
- 2E6 (in: Analog Science Fiction/Science Fact, March 1986)
- How Cold She Is, and Dumb (in: The Magazine of Fantasy & Science Fiction, June 1986)

Deutsch: Wie stumm und kalt sie ist. In: Ronald M. Hahn (Hrsg.): Reisegefährten. Heyne Science Fiction & Fantasy #4485, 1988, ISBN 3-453-01018-3.
- Stochasm (in: Isaac Asimov’s Science Fiction Magazine, December 1986)

1987:
- Digressions from the Second-Person Future (in: Isaac Asimov’s Science Fiction Magazine, January 1987)

1988:
- Under the Covenant Stars (in: Isaac Asimov’s Science Fiction Magazine, April 1988)

Deutsch: Unter dem Sternenbogen. In: Friedel Wahren (Hrsg.): Isaac Asimov’s Science Fiction Magazin 34. Heyne SF & F #4631, 1989, ISBN 3-453-03892-4.
- Delicate Stuff (in: Amazing Stories, July 1988)
- The Limit of Vision (in: Isaac Asimov’s Science Fiction Magazine, July 1988)

1989:
- Restricted to the Necessary (in: Amazing Stories, March 1989)

1990:
- My Advice to the Civilized (in: Isaac Asimov’s Science Fiction Magazine, April 1990)

1991:
- Canso de Fis de Jovent (in: Analog Science Fiction and Fact, January 1991)

Deutsch: Canso de Fis de Jovent. In: Wolfgang Jeschke (Hrsg.): Heyne Science Fiction Jahresband 1994. Heyne Science Fiction & Fantasy #5100, 1994, ISBN 3-453-07264-2.
1993:
- Timor and the Furnace Troll (1993, in: Bruce Coville (Hrsg.): Bruce Coville’s Book of Monsters: Tales to Give You the Creeps)

1997:
- Between Shepherds and Kings (1997, in: Brad Linaweaver und Edward E. Kramer (Hrsg.): Free Space)

1998:
- Bang On! (1998, in: John Barnes: Apostrophes and Apocalypses)
- Empty Sky (1998, in: John Barnes: Apostrophes and Apocalypses)
- Enrico Fermi and the Dead Cat (1998, in: John Barnes: Apostrophes and Apocalypses)
- Gentleman Pervert, Off on a Spree (1998, in: John Barnes: Apostrophes and Apocalypses)
- Why the Stars Are Always So Bright from Cousin Sid’s Farm (1998, in: John Barnes: Apostrophes and Apocalypses)

2000:
- Upon Their Backs, to Bite ’em (2000, in: S. M. Stirling (Hrsg.): Drakas!)

2005:
- The Diversification of Its Fancy (in: Analog Science Fiction and Fact, November 2005)

2006:
- „The Night Is Fine“ the Walrus Said (in: Analog Science Fiction and Fact, January-February 2006)

2007:
- Rod Rapid and His Electric Chair (in: Helix, Winter 2007)

2009:
- The Lost Princess Man (2009, in: Gardner Dozois und Jonathan Strahan (Hrsg.): The New Space Opera 2)
- Things Undone (in: Jim Baen’s Universe, December 2009)

2010:
- The Birds and the Bees and the Gasoline Trees (2010, in: Jonathan Strahan (Hrsg.): Engineering Infinity)

2011:
- Martian Heart (2011, in: Jonathan Strahan (Hrsg.): Life on Mars: Tales from the New Frontier)

2012:
- Swift as a Dream and Fleeting as a Sigh (2012, in: Jonathan Strahan (Hrsg.): Edge of Infinity)

2015:
- My Last Bringback (2015, in: Jonathan Strahan (Hrsg.): Meeting Infinity)

2016:
- Silence Like Diamonds (2016, in: Gardner Dozois (Hrsg.): The Year’s Best Science Fiction: Thirty-Third Annual Collection)

2019:
- The One Who Was There (2019, in: Jonathan Strahan (Hrsg.): Mission Critical)